# Uramustine
Uramustine (INN) hoặc uracil mù tạt là một loại thuốc hóa trị thuộc nhóm các tác nhân kiềm hóa. Nó được sử dụng trong bạch huyết khối u ác tính như ung thư hạch không Hodgkin. Nó hoạt động bằng cách làm hỏng DNA, chủ yếu trong các tế bào ung thư, tốt nhất là chiếm uracil do nhu cầu tạo axit nucleic trong chu kỳ phân chia tế bào nhanh chóng của chúng. Các tổn thương DNA dẫn đến apoptosis của các tế bào bị ảnh hưởng. Ức chế tủy xương và buồn nôn là tác dụng phụ chính.
Về mặt hóa học, nó là một dẫn xuất của mù tạt nitơ và uracil.